# Íñigo Jiménez
Íñigo Jiménez (morto ca. 780) foi um nobre medieval que viveu na Alta Idade Média da Península Ibérica, durante a ocupação deste pelos muçulmanos. Foi conde de Bigorre. .

## Relações familiares
Foi filho de Jimeno de Pamplona[carece de fontes?] (805), "o Forte" magnata ou chefe militar de Navarra, que nas crônicas árabe é identificado como "el-Akra Mothmin". Foi casado com Onneca casada depois de enviuvar com Muça ibne Fortune (morto cerca 788), desdendente dos Banu Cassi (em árabe: بنو قاسي, "filhos ou herdeiros de Cássio") que foram uma importante família muladi, cujos domínios se situaram no vale do rio Ebro entre o século VIII até o 1.º quartel do X, durante a ocupação muçulmana. Onneca e seu segundo esposo, Muça ibne Fortune, foram os pais de Muça ibne Muça nascido cerca de 785.
Deste casamento nasce:
1. Fortuna Iñiguez (morto em 843)[1]
2. Íñigo Arista de Pamplona ou Eneko Aritza (770[3] — 851[4]), foi o primeiro rei de Pamplona (810/820-851). Conde de Bigorre e de Sobrarbe, é considerado o patriarca da Dinastia Íñiga, a primeira dinastia real de Pamplona.[5]